# Butterstraße

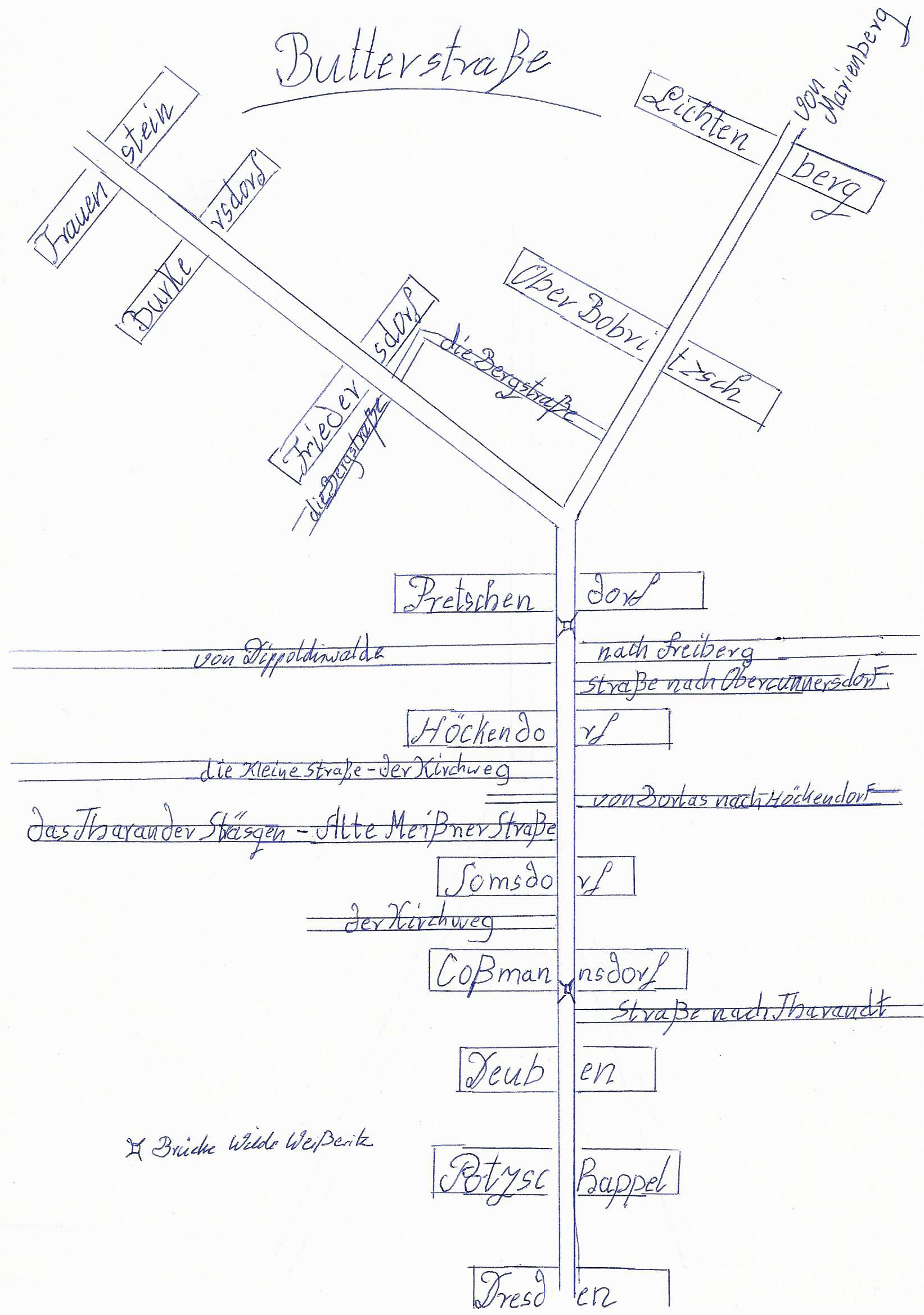
Handskizze zur Butterstraße

Die Butterstraße ist eine alte Handelsstraße in Sachsen, welche von Dresden in das Erzgebirge führt. Sie verläuft dabei durch die heutigen Landkreise Sächsische Schweiz-Osterzgebirge und Mittelsachsen.

## Geschichte
Die Altstraße bestand schon im Mittelalter. Sie war neben dem Erreichen der Gerichtsorte Frauenstein (Erzgebirge) und Tharandt auch Handelsweg für Butter und Lein. Bereits auf den Berliner Meilenblättern, die ab 1780 entstanden, lässt sich ihr Verlauf feststellen. Mehrere steinerne Wegweiser, wie der bei Höckendorf am Straßenabzweig nach Obercunnersdorf aus dem Jahr 1835, zeugen vom Alter der Straße. Große Bedeutung hatte die Straße für die Gebirgsbewohner, welche auf dieser die produzierte Butter nach Dresden brachten, aber auch Holz, Heu, Hafer, Flachs, Leinwände und Leinöl.

## Verlauf

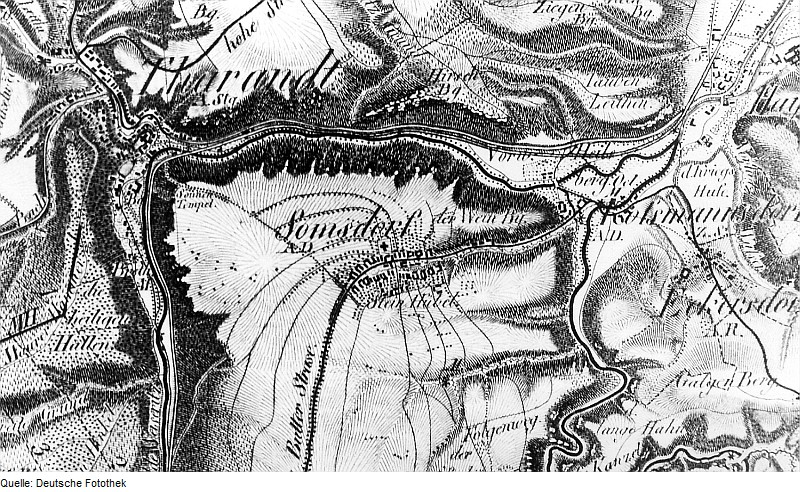
Butterstraße Somsdorf

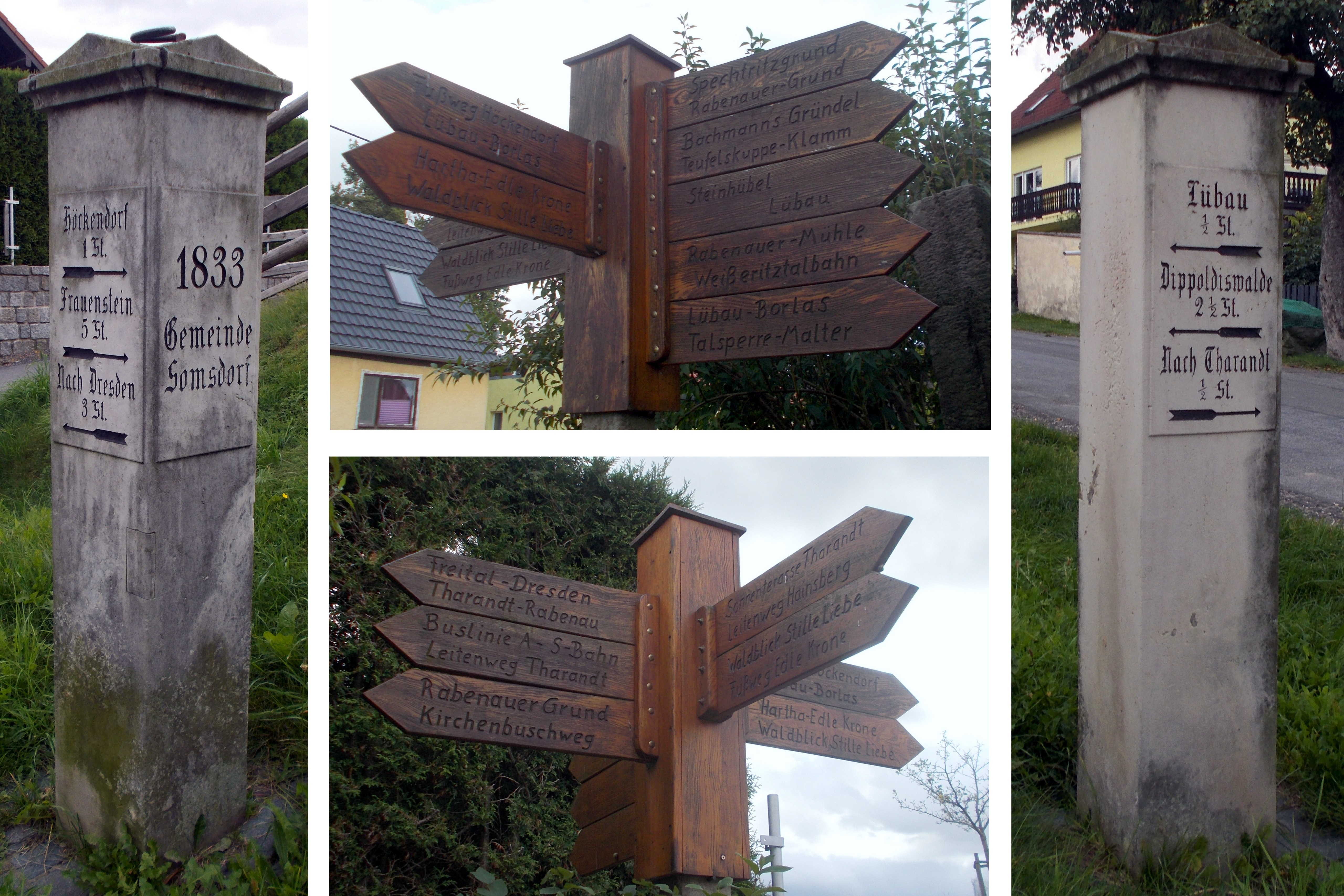
Wanderwegweiser an der Butterstraße in Somsdorf

Die Straße beginnt in Dresden, führt entlang der Weißeritz stromaufwärts durch den Plauenschen Grund und verläuft durch die früher selbstständigen Ortschaften Potschappel, Deuben und Hainsberg der heutigen Stadt Freital.
Westlich von Hainsberg und Coßmannsdorf muss die Butterstraße in einer Furt den Flusslauf der Wilden Weißeritz (heute Tharandter Straße bzw. Somsdorfer Straße) durchquert haben, bevor der steil ansteigende Alte Berg (180 Meter Höhenunterschied auf 2 km Weglänge) hinauf nach Somsdorf führt.
Von Somsdorf weiter heißt die über die unbewaldete Hochfläche führende Butterstraße heute Höckendorfer Straße, wo auch von Südosten kommend die Alte Meißner Straße (früher „Tharandter Sträsgen“) von Seifersdorf kommend, einmündet. Zwischen Somsdorf und Höckendorf soll die insgesamt 3,1 Kilometer lange Achse als asphaltierter Radweg ausgebaut werden.
Nach Süden verlaufend, führt die Butterstraße an einem steinernen Wegweiser wieder hinab nach dem Ort Höckendorf, die sie an den untersten Häusern des Ortes (Straße Am Wald und Borlaser Straße) erreicht und weiter, heute als Tharandter Straße (Staatsstraße S 192), durch die gesamte Ortslage bergan durchzieht. Am Höckendorfer Gasthof Erbgericht mündet von Osten die historische Altstraße Kleine Straße (heute „Schenkberg“), die nach Nordosten über den Borlaser Kirchweg in Richtung Possendorf führt. Im oberen Ortsgebiet führt die Butterstraße entlang von Mittelweg und Frauenstraße als Ortsstraße später als Feldweg nach Südwesten weiter und kreuzt die S 190 (Obercunnersdorf – Ruppendorf).
Sie verläuft durch welliges Gebiet in Richtung der heutigen Talsperre Klingenberg. Ein Buttersteig genannter Fußweg zweigt hier westlich zu einer gefluteten früheren Holzbrücke innerhalb der Talsperre ab, während die Butterstraße als Wald- /Feldweg weiter südlich, an der Röthenbacher Mühle, das Tal der Wilden Weißeritz durchquert und dort die Kreisstraße Beerwalde nach Pretzschendorf berührt. In Pretzschendorf treffen sich Buttersteig und Butterstraße am früheren (oberen) Gasthof des Ortes.
Hier gab es eine Verzweigung ins mittlere Erzgebirge westlich nach Oberbobritzsch, Lichtenberg, Mulda/Sa., Zethau und weiter bis Marienberg.
Der Hauptweg der Butterstraße geht nach Süden über Friedersdorf und Burkersdorf nach Frauenstein, und weiter über Dittersbach nach Dorfchemnitz nach Clausnitz, Nassau und Rechenberg führte.

## Abgehende, querende Wege
rechts oder links abzweigend, in Richtung von Dresden ins Erzgebirge
- (R) Freital-Hainsberg: Tharandter Straße (S 36) im Tal der Wilden Weißeritz
- (L) Freital-Somsdorf: Kirchweg von Lübau nach Somsdorf (heute Lübauer Straße)[9]
- (L) Hochfläche südlich Somsdorf: Alte Meißner Straße, früher das „Tharandter Sträsgen“ nach Borlas und Seifersdorf (heute Feldweg)
- (R) Höckendorf (Nord): Straße nach Edle Krone (heute S 192, Tharandter Straße)
- (L) Höckendorf (Nord): Borlaser Straße (Kreisstraße) nach Borlas und Seifersdorf
- (L) Höckendorf (Mitte): Kleine Straße (heute Schenkberg), Kirchweg nach Borlas
- (R) Höckendorf (Mitte): Straße nach Obercunnersdorf (heute Mittelweig bei Höckendorf)
- (R) südlich Höckendorf: Straße von Dippoldiswalde und Ruppendorf nach Obercunnersdorf und Freiberg (S 190)
- (X) westlich Beerwalde: Kreisstraße von Beerwalde nach Pretzschendorf
- Abzweig: Gasthof Friedersdorf